# Torrelavega
Torrelavega is een gemeente in de Spaanse provincie Cantabrië in de regio Cantabrië met een oppervlakte van 36 km². Torrelavega telt 52.819 inwoners (1 januari 2016).

## Demografische ontwikkeling
Bron: INE; 1857-2011: volkstellingen
Opm.: Aanhechting van Viérnoles (1857)

## Geboren in Torrelavega
- Vicente Calderón, voetbalbestuurder

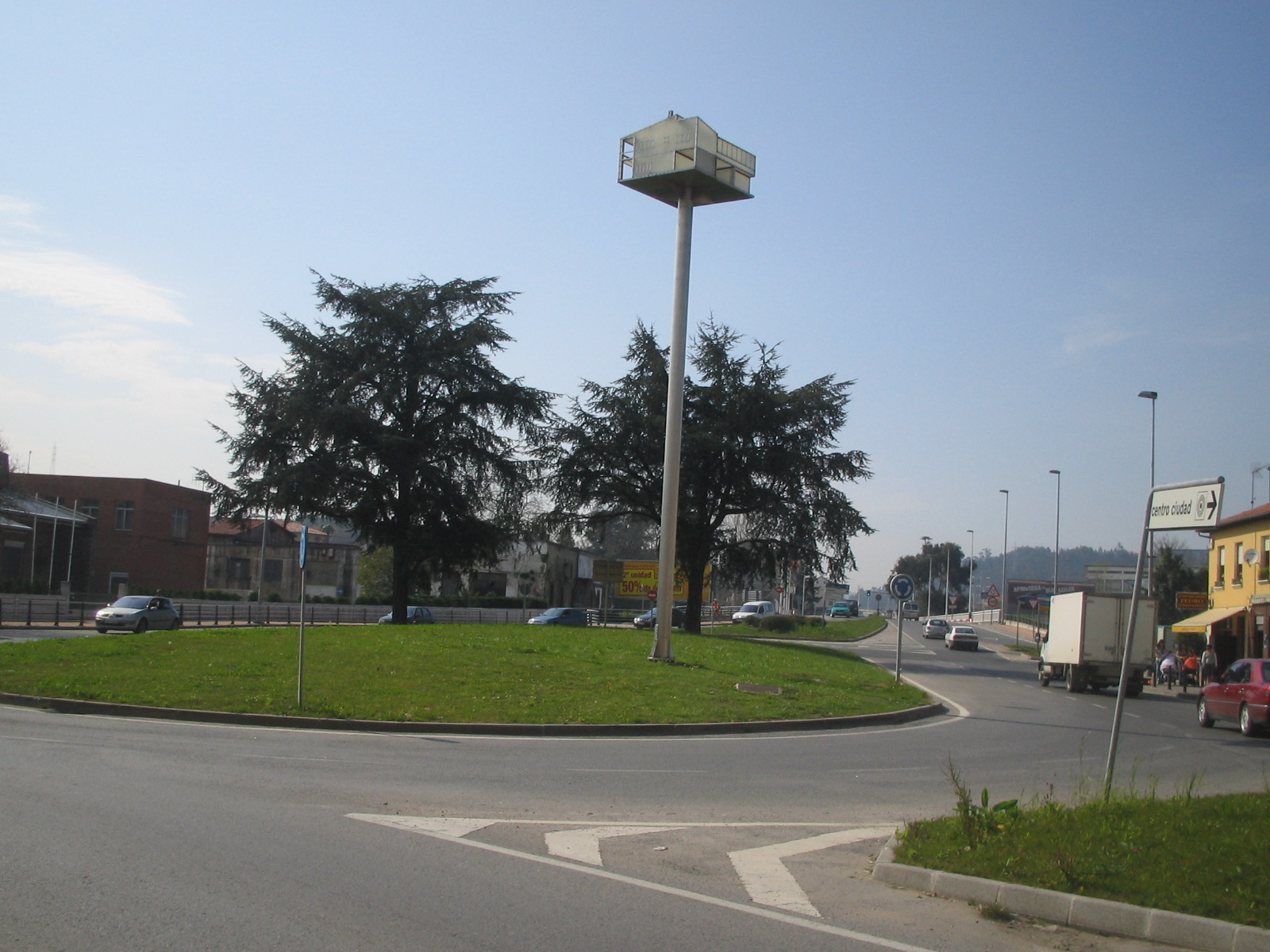
Mi casa en Torrelavega (2001) van Jaume Plensa, Rotonda Casita

- Alfonso de Galarreta, bisschop
- Juan José Cobo, wielrenner
- Óscar Freire, wielrenner
- Ángel Gómez, wielrenner
- Enrique Pérez Díaz, voetballer
- Manolo Saiz, wielerploegleider
- Daniel Sordo, rallyrijder
- Fermín Trueba, wielrenner